# جين روك
جين روك (4 نوفمبر 1921 - 31 أكتوبر 2002 بسان دييغو في الولايات المتحدة) (بالإنجليزية: Gene Rock)‏ هو لاعب كرة سلة أمريكي في مركز هجوم خلفي. لعب مع شيكاغو ستايغس.

## وصلات خارجية
- جين روك على موقع إن بي أي (الإنجليزية)
- جين روك على موقع سبورتس رفرنس (الإنجليزية)
- جين روك على موقع ريلجم (الإنجليزية)
- جين روك على موقع بروبوليرز (الإنجليزية)